# Thiruthuraipoondi
Thiruthuraipoondi (o Tiruturaipundi, Thiruthiraipoondi) è una suddivisione dell'India, classificata come municipality, di 22.754 abitanti, situata nel distretto di Tiruvarur, nello stato federato del Tamil Nadu. In base al numero di abitanti la città rientra nella classe III (da 20.000 a 49.999 persone).

## Geografia fisica
La città è situata a 10° 32' 39 N e 79° 38' 34 E.

## Società

### Evoluzione demografica
Al censimento del 2001 la popolazione di Thiruthuraipoondi assommava a 22.754 persone, delle quali 11.204 maschi e 11.550 femmine. I bambini di età inferiore o uguale ai sei anni assommavano a 2.553, dei quali 1.284 maschi e 1.269 femmine. Infine, coloro che erano in grado di saper almeno leggere e scrivere erano 16.918, dei quali 8.887 maschi e 8.031 femmine.